# درمان بیماری‌های مقاربتی از طریق باکره‌ها
درمان بیماری‌های مقاربتی از طریق باکره‌ها، باوری است که رابطه جنسی با دختران باکره، بیماری‌هایی مانند ایدز یا سایر بیماری‌های مقاربتی را در مردان درمان می‌کند.
طبق یافتهٔ انسان‌شناس، سوزان مادلالا، این باور یکی از عوامل بالقوهٔ تجاوز به نوزادان توسط مردان با اچ‌آی‌وی مثبت در آفریقای جنوبی است. علاوه بر دختران جوان که به دلیل سنشان باکره فرض می‌شوند، افرادی که نابینا، ناشنوا، دارای معلولیت‌های جسمی، ذهنی یا سلامت روان هستند، گاهی اوقات تحت این فرض اشتباه که افراد دارای معلولیت از نظر جنسی غیرفعال و لاجرم باکره هستند، مورد تجاوز قرار می‌گیرند.

## تاریخچه
این افسانه نخستین بار در اروپا سده شانزدهم گزارش شد و در انگلستان ویکتوریایی سده نوزدهم به عنوان درمانی برای سیفلیس و سوزاک در میان دیگر بیماری‌های مقاربتی معروف شد. منشأ آن ناشناخته است، اما مورخ هانه بلانک می‌نویسد که این ایده ممکن است از افسانه‌های مسیحی دربارهٔ شهدای باکره تکامل یافته باشد، که پاکی آنها به عنوان نوعی محافظت در مبارزه با شیاطین عمل می‌کرد.

## شیوع
مردم در سراسر جهان، از جمله در کشورهای جنوب صحرای آفریقا، آسیا، اروپا و آمریکا، این افسانه را شنیده‌اند.
در آفریقای جنوبی، مردان از زنان معلول سوءاستفاده می‌کنند، زیرا معتقدند که آنها باکره هستند.

## نقش آموزش
ناآگاهی نسبت به ایدز در بسیاری از کشورهای آفریقایی مانعی برای پیشگیری از این حوادث شده است.
بر اساس گزارش یونیسف، نقش‌های جنسیتیِ ریشه‌دار در فرهنگ که معصومیت و ناآگاهی را در دختران تقدیر می‌کنند و بی‌بندوباری جنسی مردان را می‌پذیرند، به ترویج این افسانه دامن می‌زنند. این امر می‌تواند به ازدواج اجباری دختران با مردان مسن‌تر بینجامد که احتمال سرایت HIV به دختران را افزایش می‌دهد. همچنین، انگ اجتماعی مرتبط با ایدز مانع مراجعه بسیاری از افراد برای دریافت اطلاعات یا خدمات بهداشتی می‌شود و این خود به گسترش بیشتر بیماری می‌انجامد.